# Niederländische Badmintonmeisterschaft 1933
Die Niederländische Badmintonmeisterschaft 1933 war die dritte Auflage der nationalen Titelkämpfe im Badminton in den Niederlanden. Die Meisterschaft wurde vom 18. bis zum 19. März 1933 in Den Haag im Twee Steden Palace ausgetragen.

## Sieger und Platzierte
| Disziplin    | Gold                              | Silber                                  | Bronze                  |
| ------------ | --------------------------------- | --------------------------------------- | ----------------------- |
| Herreneinzel | J. P. H. Woltman                  | J. de Haas                              | W. Dingemans            |
| Herreneinzel | J. P. H. Woltman                  | J. de Haas                              | Edward H. den Hoed jr.  |
| Dameneinzel  | Co Jansen                         | Annie W. Ernst                          | Petter                  |
| Dameneinzel  | Co Jansen                         | Annie W. Ernst                          | Beukers                 |
| Herrendoppel | J. de Haas Edward H. den Hoed jr. | J. P. H. Woltman Edward H. den Hoed sr. | Fr. Ernst G. Ernst      |
| Herrendoppel | J. de Haas Edward H. den Hoed jr. | J. P. H. Woltman Edward H. den Hoed sr. | A. Kempers O. C. Koch   |
| Damendoppel  | Annie W. Ernst Co Jansen          | Roos de Bruyn                           | Roland K. Voorwinden    |
| Damendoppel  | Annie W. Ernst Co Jansen          | Roos de Bruyn                           | Roelofs Petter          |
| Mixed        | J. de Haas Co Jansen              | J. P. H. Woltman Annie W. Ernst         | van Houten Tielemann    |
| Mixed        | J. de Haas Co Jansen              | J. P. H. Woltman Annie W. Ernst         | W. Dingemans J. Withaar |